# Aslı Melisa Uzun
Aslı Melisa Uzun (Ankara, Turquía, 28 de julio de 1995) es una modelo, actriz y exreina de belleza turca, representó a Turquía en el concurso Miss Universo 2015.

## Vida
Nació el 28 de julio de 1995 en la ciudad de Ankara, Turquía. El pasado 11 de junio del 2015, fue coronada Miss Turquía Universo 2015 por la reina Dilan Çiçek Deniz, Miss Turquía Universo 2014. Es estudiante en la Universidad de Colonia en Westfalia, Alemania.

## Miss Universo 2015
Como Miss Turquía 2015, Melisa Uzun representa a su país en el Miss Universo 2015, realizado el pasado 20 de diciembre del 2015 en Las Vegas, Estados Unidos. No logró pasar a las 15 Finalistas.

## Filmografía

### Serie de Televisión
| Año  | Título            | Rol         | Notas             |
| ---- | ----------------- | ----------- | ----------------- |
| 2016 | Arkadaslar Iyidir | Seda Yilmaz | Papel Protagónico |